# Hoa hậu Hòa bình Quốc tế 2013
Hoa hậu Hòa bình Quốc tế 2013 là cuộc thi Hoa hậu Hòa bình Quốc tế lần đầu tiên được tổ chức vào ngày 19 tháng 11 năm 2013 tại Impact Arena, thành phố Băng Cốc, Thái Lan. Cuộc thi có sự tham dự của 71 thí sinh đại diện cho các quốc gia và vùng lãnh thổ. Chiến thắng đầu tiên thuộc về Janelee Chaparro đến từ Puerto Rico.

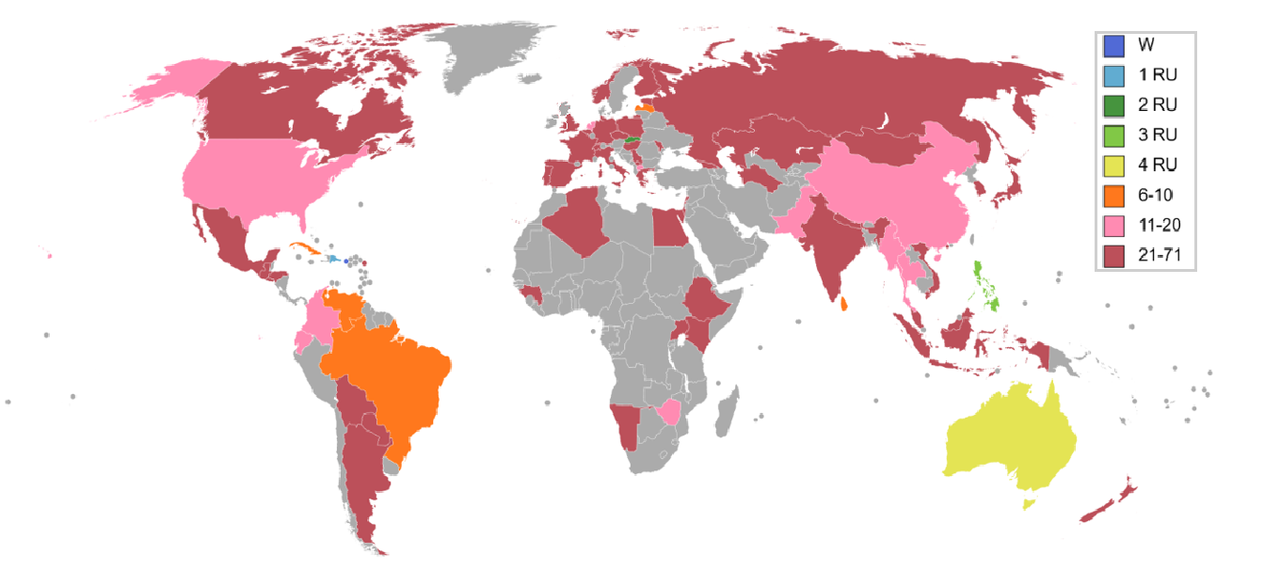
Các quốc gia và vùng lãnh thổ tham gia Hoa hậu Hoà bình Quốc tế 2013 và kết quả.

## Kết quả

### Xếp hạng
| Kết quả                       | Thí sinh |
| ----------------------------- | --- |
| Hoa hậu Hòa bình Quốc tế 2013 | - Puerto Rico – Janelee Chaparro |
| Á hậu 1                       | - Cộng hòa Dominican – Chantel Martínez |
| Á hậu 2                       | - Slovakia – Denisa Paseciakova |
| Á hậu 3                       | - Philippines – Annalie Forbes |
| Á hậu 4                       | - Úc – Kelly Louise Maguire |
| Top 10                        | - Brazil – Tamara Bicca - Cuba – Jamillette Gaxiola - Latvia – Kristīne Rancāne - Sri Lanka – Danielle Kerkoven - Venezuela – Mariana Jiménez |
| Top 20                        | - Trung Quốc – Jie Pan - Colombia – Carolina Gonzale - Ecuador – Alexandra Zulay - Myanmar – Htar Htet Htet - Hà Lan – Talisa Wolters - Bắc Macedonia – Sandra Stefanovska - Pakistan – Shazan Hayat - Thái Lan – Yada Theppanom - Hoa Kỳ – Blair Griffith - Zimbabwe – Samantha Tshuma |

### Thứ tự công bố
| 1. Brazil 2. Slovakia 3. Latvia 4. Sri Lanka 5. Bắc Macedonia 6. Trung Quốc 7. Puerto Rico 8. Hà Lan 9. Pakistan 10. Hoa Kỳ 11. Úc 12. Thái Lan 13. Myanmar 14. Ecuador 15. Venezuela 16. Cộng hòa Dominican 17. Cuba 18. Zimbabwe 19. Colombia 20. Philippines | 1. Brazil 2. Úc 3. Slovakia 4. Cuba 5. Latvia 6. Philippines 7. Venezuela 8. Sri Lanka 9. Puerto Rico 10. Cộng hòa Dominican | 1. Puerto Rico 2. Cộng hòa Dominican 3. Úc 4. Slovakia 5. Philippines |

### Giải thưởng phụ
| Giải thưởng                  | Thí sinh                                |
| ---------------------------- | --------------------------------------- |
| Người đẹp Khán giả bình chọn | - Myanmar – Htar Htet Htet              |
| Trang phục dạ hội đẹp nhất   | - Cộng hòa Dominican – Chantel Martínez |
| Trình diễn áo tắm đẹp nhất   | - Latvia – Kristīne Rancāne             |
| Trang phục dân tộc đẹp nhất  | - Trung Quốc – Jie Pan                  |

#### Trình diễn áo tắm đẹp nhất
| Kết quả cuối cùng | Thí sinh |
| ----------------- | --- |
| Chiến thắng       | - Latvia - Kristīne Rancāne |
| TOP 20            | - Brasil – Tamara Bicca - Canada – Natalie Carriere - Cuba – Jamillette Gaxiola - Cộng hòa Dominica – Chantel Martínez - Estonia – Evgeniia Forkash - Pháp – Margaux Serenoff - Guinée – Jasmine Sjöberg - Hy Lạp – Anastasia Papatsori - Macedonia – Sandra Stefanovska - Malaysia – Madeleine Moey - Namibia – Grace Kakhane - Philippines – Annalie Forbes - Ba Lan – Anna Moniuszko - Puerto Rico – Janelee Chaparro - Slovakia – Denisa Pasečiaková - Sri Lanka – Danielle Kerkoven - Venezuela – Mariana Jiménez - Wales – Sophie Hall - Zimbabwe – Samantha Tshuma |

#### Trang phục dân tộc đẹp nhất
| Kết quả cuối cùng | Thí sinh |
| ----------------- | --- |
| Chiến thắng       | - Trung Quốc - Jie Pan |
| TOP 10            | - Liban – Elizabeth Ojeil - México – Laura Elisa Álvarez - Myanmar – Htar Htet Htet - Philippines – Annalie Forbes - Puerto Rico – Janelee Chaparro - Thụy Điển – Claudia Sundberg - Thái Lan – Yada Theppanom - Kurdistan – Natalia Vasileva - Venezuela – Mariana Jiménez |

## Thí sinh tham gia
Cuộc thi có tổng cộng 71 thí sinh tham gia:
| Quốc gia/Vùng lãnh thổ | Thí sinh                             | Tuổi | Quê quán            |
| ---------------------- | ------------------------------------ | ---- | ------------------- |
| Algérie                | Ines Belkacem                        | 21   | Algiers             |
| Argentina              | Susel Jacquet                        | 24   | Corrientes          |
| Úc                     | Kelly Louise Maguire                 | 26   | Sydney              |
| Bỉ                     | Karolien Termonia                    | 26   | Bruxelles           |
| Bolivia                | Mariana García Mariaca               | 24   | La Paz              |
| Brazil                 | Tamara de Costa Bicca                | 22   | Porto Alegre        |
| Canada                 | Natalie Carriere                     | 21   | Ontario             |
| Trung Quốc             | Jie Pan                              | 20   | Bắc Kinh            |
| Colombia               | Carolina González Betancourth        | 25   | Cali                |
| Cuba                   | Jamillette Gaxiola                   | 23   | La Habana           |
| Cộng hòa Séc           | Marketa Brizová                      | 23   | Ostrava             |
| Cộng hòa Dominican     | Chantel Martínez de la Cruz          | 19   | Thành phố New York  |
| Ecuador                | Alexandra Zulay Castillo Velasco     | 22   | San Lorenzo Canton  |
| El Salvador            | Elisa Durán Ducot                    | 24   | San Salvador        |
| Ai Cập                 | Aya Abdallah Ahmed                   | 23   | Alexandria          |
| Anh                    | Julie Montague                       | 23   | Liverpool           |
| Estonia                | Yevgeniya Forkash                    | 19   | Tallinn             |
| Ethiopia               | Helen Getachew Teklemarkos           | 23   | Addis Ababa         |
| Phần Lan               | Katariina Tiia Maria Suuniitty       | 22   | Sastamala           |
| Pháp                   | Margaux Serenoff                     | 22   | Paris               |
| Georgia                | Anna Lomidzee                        | 18   | Tbilisi             |
| Đức                    | Diana König                          | 26   | Ilmenau             |
| Hy Lạp                 | Anastasia Papatsori                  | 23   | Athens              |
| Guadeloupe             | Orphélie Morti                       | 21   | Basse-Terre         |
| Guatemala              | Melanie Michelle Cohn Bech           | 18   | Thành phố Guatemala |
| Guinée                 | Sara Jasmine Mamadama Sjöberg Sibidé | 23   | Conakry             |
| Honduras               | Nelly Mabel Reyes Hernández          | 21   | La Ceiba            |
| Hungary                | Eszter Tüzes                         | 20   | Budapest            |
| Ấn Độ                  | Rupa Khurana                         | 23   | New Delhi           |
| Indonesia              | Novia Indriani Mamuaja               | 19   | Manado              |
| Israel                 | Yael Markovich                       | 25   | Haifa               |
| Ý                      | Katarina Chabrecekova                | 22   | Roma                |
| Nhật Bản               | Eriko Yoshii                         | 23   | Akita               |
| Kazakhstan             | Yuliya Kolesnik                      | 19   | Almaty              |
| Hàn Quốc               | Kim Yu-ri                            | 21   | Seoul               |
| Kenya                  | Pauline Akwacha                      | 22   | Nairobi             |
| Kosovo                 | Lirie Sejdija                        | 17   | Pristina            |
| Latvia                 | Kristīne Rancāne                     | 24   | Rēzekne             |
| Liban                  | Elizabeth Ojeil                      | 22   | Beirut              |
| Ma Cao                 | Tiffany Wong I Teng                  | 24   | Ma Cao              |
| Bắc Macedonia          | Sandra Stefanovska                   | 21   | Skopje              |
| Malaysia               | Michelle Madeleine Moey              | 22   | Kuala Lumpur        |
| Mexico                 | Laura Elisa Álvarez Damián           | 23   | Mexicali            |
| Moldova                | Alyona Chitoroaga                    | 25   | Chișinău            |
| Mông Cổ                | Delgermaa Enkhtsogt                  | 20   | Ulan Bator          |
| Myanmar                | Htar Htet Htet                       | 24   | Yangon              |
| Namibia                | Grace Montace Diaz Khakhane          | 23   | Windhoek            |
| Nepal                  | Ashmita Sitoula                      | 21   | Jhapa               |
| Hà Lan                 | Talisa Wolters                       | 22   | Borne, Overijssel   |
| New Zealand            | Rachel Hope Crofts                   | 25   | Manawatu District   |
| Na Uy                  | Christine Frestad                    | 22   | Flekkefjord         |
| Paraguay               | Sendy Marisol Cáceres Mendoza        | 24   | Encarnación         |
| Pakistan               | Shanzay Hayat                        | 24   | Islamabad           |
| Philippines            | Annalie "Ali" Mallari Forbes         | 20   | Malolos             |
| Ba Lan                 | Anna Moniuszko                       | 20   | Bialystok           |
| Bồ Đào Nha             | Gilda Marisela Silva                 | 18   | Madeira             |
| Puerto Rico            | Janelee Chaparro                     | 22   | Barceloneta         |
| Nga                    | Anyuta "Anna" Volkova                | 21   | Moskva              |
| Serbia                 | Milica Stojsavljević                 | 21   | Belgrade            |
| Slovakia               | Denisa Paseciaková                   | 24   | Bratislava          |
| Tây Ban Nha            | Jenifer Guedes León                  | 24   | Agüimes             |
| Sri Lanka              | Rapthi Raffella Dannielle Kerkoven   | 26   | Colombo             |
| Thụy Sĩ                | Cynthia Montchong                    | 17   | Biel/Bienne         |
| Thái Lan               | Yada Theppanom                       | 21   | Prachuap Khiri Khan |
| Turkmenistan           | Natalia Vasileva                     | 23   | Ashgabat            |
| Uganda                 | Pierra Akwero                        | 26   | Entebbe             |
| Hoa Kỳ                 | Blair Adair Griffith                 | 25   | Denver              |
| Venezuela              | Mariana Jimenez                      | 19   | La Guaira           |
| Việt Nam               | Nguyễn Thị Bích Khanh                | 21   | Tây Ninh            |
| Wales                  | Sophie Jayne Hall                    | 22   | Cardiff             |
| Zimbabwe               | Samantha Ntombizodwa Thsuma          | 23   | Bulawayo            |

## Thông tin thêm
- Puerto Rico: người chiến thắng của cuộc thi Janelee Chaparro từng tham dự Hoa hậu Thế giới 2012 và lọt vào Top 30.
- Venezuela: thí sinh Mariana Jiménez là người chiến thắng cuộc thi Hoa hậu Thể thao Venezuela 2012.[8] Cô sau đó đăng quang tại cuộc thi Hoa hậu Venezuela 2014 rồi lọt vào Top 10 tại Hoa hậu Hoàn vũ 2015.